# Stairway to Heaven (pjesma)
"Stairway to Heaven" (Stube do raja) je pjesma engleskog rock sastava Led Zeppelin objavljena krajem 1971. godine. Komponirali su je gitarist Jimmy Page i pjevač Robert Plant za njihov četvrti studijski album bez naslova (kasnije poznat kao Led Zeppelin IV).
Pjesma traje gotovo osam minuta i sastavljena je od nekoliko sekcija kojima progresivno raste tempo zajedno sa snagom izričaja. Počinje kao lagana akustična balada, zatim se uključuju električni instrumenti i bubnjevi, koji se zajedno pretoče u furiozni hard rock finale kojeg je obilježio intrigantni Pageov gitarski solo.
Američki glazbeni TV-program VH1 prema glasovima gledatelja iz ankete provedene 2000.g., smjestio je pjesmu na treće mjesto liste 100 Najvećih Rock Pjesama. Tijekom 1970-ih bila je najtraženija pjesma na radio postajama u SAD-u, iako nikad nije objavljena kao singl.

## Konstrukcija pjesme
Snimanje pjesme počelo je u prosincu 1970. u novom Basing Street Studiu u Londonu, a kompletirana je tijekom 1971. dodavanjem Plantovih stihova za vrijeme uvježbavanja grupe u bivšem sirotištu Headley Grange. Page se zatim vratio u studio da snimi svoj gitarski solo.
Pjesma je „začeta“ 1970. dok su se Page i Plant, nakon naporne američke turneje, odmarali u zabačenoj planinskoj velškoj kolibi iz 18. stoljeća Bron-Yr-Aur (bez elektriciteta i tekuće vode), koju je obitelj Plant tijekom 1950-ih koristila kao vikendicu.
Prema Pageovim riječima:
...Pjesma je nastajala kroz duži vremenski period, a prvi dio je nastao u toj kolibi jedne noći. Imao sam na kasetofonu te gitarske dijelove... te sekcije koje sam želio spojiti i imao sam ideju kojim redoslijedom trebaju ići. Kasnije, na probama u Headley Grangeu, najteže je bilo uskladiti sve nas kroz svaku promjenu tempa...John Paul Jones je od prve odsvirao uvodni bas i nešto kasnije melotron, a Robert je spontano improvizirao uvodne riječi, te smo time zaokružili intro. Dok smo mi vježbali Robert je sjedio u kutu ili bio naslonjen na zid i samo pisao. Iznenada je ustao i počeo pjevati uz jednu od naših proba i tad već mora da je imao oko 80% teksta.

...Kad smo počeli snimati pjesmu sve je teklo vrlo glatko, osim na jednom mjestu kojeg smo morali ponoviti... Iz nekog nepoznatog razloga bubnjar "Bonzo" nije mogao pogoditi pravi „tajming“ na 12-žičanom gitarskom uvodu u solo.

...Pri ulasku u studio bili smo svjesni da ne smijemo ubrzavati kroz sekcije, od početka do kraja sve je moralo biti po metronomu. A ja sam uistinu želio napisati nešto što će se samo od sebe ubrzavati, kao navala adrenalina koja će ponijeti emocije dok ne dosegnu svojevrsni crescendo. To je ideja pjesme.

Plantovo objašnjenje stihova:
...To je jedan cinični pogled sa strane na ženu koja cijeli život bezobzirno i bezbrižno dobiva sve što poželi bez da imalo uzvrati pruženu joj pažnju, a ne shvaća da se put u raj ne može ničim kupiti.

Plant je kasnije naveo britanskog antikvara Lewisa Spencea i njegovu knjigu Magic Arts in Celtic Britain koju je tada čitao, kao jedan od izvora za stihove pjesme.

Odmah po objavljivanju albuma pojavile su se optužbe za plagijat koje navode da je intro u „Stairway“ frapantno sličan gitarističkoj figuri iz instrumentala „Taurus“ američke jazz rock grupe Spirit, objavljenog na njihovom debitantskom istoimenom albumu početkom 1968.g. Činjenica je da su sredinom 1968. Zeppelini bili predgrupa za Spirit u sklopu svoje prve američke turneje i zasigurno su čuli taj instrumental, ali Page je takve špekulacije odbacio. Gitarista Spirita i autor „Taurusa“ Randy California, na učestala pitanja o toj temi odgovarao je da „Stairway“ ne smatra plagijatom već obradom svojeg riffa, a nedugo prije svoje tragične smrti 1997. u jednom intervjuu je izjavio: „...možda ih jednom zapeče savjest...kad već ništa nisu platili, mogli su barem reći hvala!“

## Glazba i gitare
Pjesma je napisana u A-molu i sastoji se od nekoliko zasebnih sekcija: otvara ju mirni, prstima odsvirani arpeggio na 6-žičanoj gitari u renesansnom glazbenom stilu s kromatski „padajućom“ bas-linijom A-G#-G-F#-F-E (završava na 2:15). Postupno se prelazi u lagani električni srednji dio u kojem se slojevito nadograđuju gitare komplementarne s uvodom (2:16-5:33), a bubnjevi se uključuju na 4:18. Tokom interludija prije početka solaže tempo se nekoliko puta mijenja, iz početnog u: 3/4, 5/4 i konačni 7/8. Slijedi električni gitarski solo (5:34-6:44), prije ubrzanja u završni hard rock finale u progresiji Am-G-F (6:45 do kraja).

Na originalnoj studijskoj snimci solo je odsviran na Fender Telecasteru iz 1958.g., a za ostale gitarske dionice korištene su: 6-žičana akustična gitara Harmony Sovereign H1260 i 12-žičana Fender Electric XII.
Na nastupima uživo Page je „Stairway“ svirao na Heritage Cherry Gibson EDS-1275 6/12 Doubleneck (dvoglavoj) gitari.

Page je definirao pjesmu:
..."Stairway to Heaven" je iskristalizirala suštinu grupe u svom najboljem izdanju, bila je prekretnica za nas. Svaki glazbenik želi stvoriti neku trajnu vrijednost koja će izdržati test vremena i čini se da smo s ovom pjesmom u tome uspjeli.  